# KyivPride

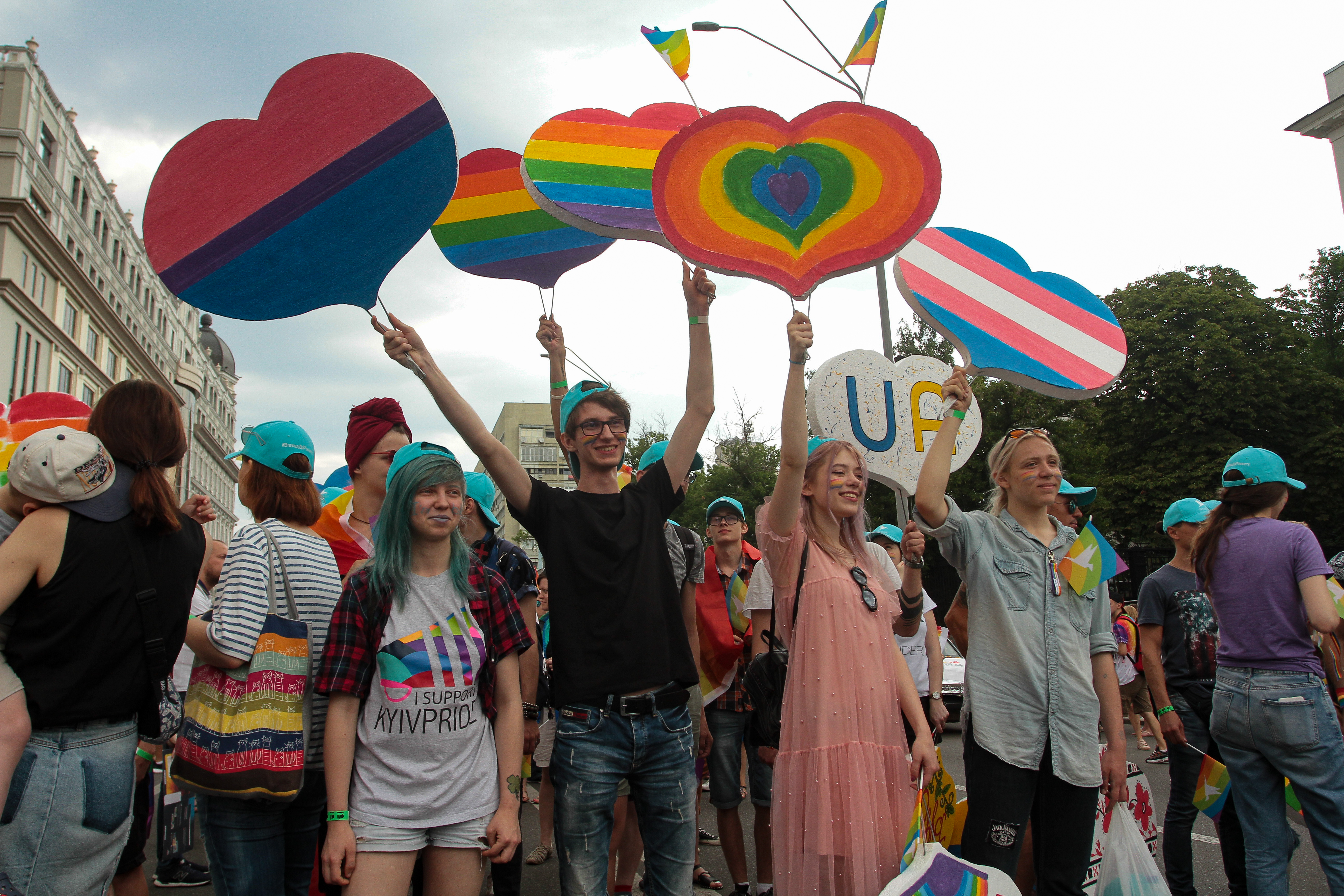
Kyjevský pride 2019

KyivPride (ukrajinsky КиївПрайд) je nestátní nezisková organizace na Ukrajině, založená v roce 2016, jejímž cílem je zvýšit povědomí ukrajinské veřejnosti o LGBT tématech a respekt k menšinám. Organizuje pochody hrdosti, jejichž první ročník se konal roku 2013. V letech 2016–2020 byla ředitelkou Ruslana Panuchniková. V červnu 2019 zformovala ukrajinská komunita poprvé vlastní část průvodu na newyorském WorldPride NYC k 50. výročí stonewallských nepokojů. Spolu s Gruzínci se nepřipojila k části určené pro zástupce z postsovětských republik.